# یاهو! مسنجر
یاهو! مسنجر یا پیام‌رسان یاهو! (به انگلیسی: Yahoo! Messenger)، نرم‌افزاری بود که با آن کاربری با کاربری دیگر می‌توانست در هر گوشه‌ای از دنیا به‌صورت آنلاین گفتگو کند. برخلاف پست الکترونیک، مکالمات در این نرم‌افزارها بلافاصله پس از ارسال نمایش داده می‌شوند.
معمولاً شرکت یاهو دربارهٔ تغییرات تازه در نگارش‌های جدید این نرم‌افزار، مطلبی منتشر نمی‌کند. در ۵ اوت ۲۰۱۶ شرکت یاهو رسماً خبر از کار افتادن این برنامه را اعلام کرد و برای همیشه این برنامه را غیرقابل استفاده کرد.

## اتاق‌های گفتگو
یکی از پرکاربردترین استفاده‌های یاهو مسنجر، اتاق‌های گفتگوی آن یا همان چت‌روم‌های یاهو بود که شرکت یاهو در تاریخ ۱۴ دسامبر ۲۰۱۲ رسماً خبر بسته شدن آن را اعلام کرد و چت روم‌های یاهو بعد از سال ۱۹۹۸ در سال ۲۰۱۲ به‌طور کل بسته شدند.

## امکانات آخرین نسخهٔ پیام‌رسان یاهو
- گفتگو میان کاربران: با گوشی هدست و میکروفون و اسپیکر، با فشردن کلید تماس (Call) می‌توان از این امکان بین دو کاربر بهره جست، همچنین امکان تماس بین کامپیوتر و تلفن ثابت یا موبایل نیز ممکن می‌باشد. [۲][۳]
- دیدن یکدیگر با وب‌کم: هر کاربری که وب‌کم دارد می‌تواند تصویر خود را به دیگر کاربران نمایش دهد.
- گفتگو با دوستان در «ویندوز لایو مسنجر» (نسخهٔ ۸ به بعد): می‌توان فهرست همهٔ دوستان را در کنار هم داشت و با افرادی که در شبکهٔ «ویندوز لایو مسنجر» عضو هستند، به‌طور مستقیم ارتباط برقرار کرد یا آنان را به فهرست خود اضافه کرد.
- افزودن به پیام‌رسان: هر کاربر می‌تواند برای خود افزونه (Plug-In) طراحی کند و به امکانات پیام‌رسان خود بیفزاید. همچنین می‌توان از بانک برافزاهای رایگان یاهو، آنان را دریافت و بر روی پیام‌رسان نصب کرد.
- اشتراک‌گذاری پرونده (تا ۱ گیگابایت): کافی‌است فایل‌های مورد نظر را (تصویر، فیلم، آهنگ و نرم‌افزار) با موس برداشته و در پنجرهٔ گفتگو قرار داد.
- پخش برنامه‌های رادیو: می‌توان از میان هزاران پایگاه اینترنتی رادیویی به برنامه‌های مورد علاقه گوش داد یا حتی یک رادیوی اینترنتی ساخت.
- پنهان‌سازی: می‌توان شناسهٔ کاربری را برای برخی از دوستان روشن و برای برخی دیگر در حالت خاموش گذاشت.
- ایجاد ظاهر دلخواه: می‌توان از شکلک‌های متحرک، انیمیشن‌های سخنگو و صداهای گوناگون استفاده کرد.
- بازی: می‌توان به وسیلهٔ این برنامه با دیگر کاربران به بازی پرداخت.
- خدمات پیام کوتاه: امکان فرستان پیام کوتاه به شماره‌های مختلف.
- پیام آفلاین: در صورت برخط نبودن کاربر می‌توان برای وی به صورت آفلاین پیام گذاشت تا در زمان بعدی برخط شدن به وی نمایش داده شود.

## توقف فعالیت
شرکت یاهو در سال ۲۰۱۲ اعلام تعطیلی بخش چت یاهو مسنجر خود را اعلام نمود و همچنین در سال ۲۰۱۸ بخش یاهو مسنجر را به دلیل استقبال نکردن کاربران به طور کامل تعطیل کرد.
شرکت یاهو در اواخر سال ۲۰۱۸ در اقدامی برای جایگزینی مسنجر خاطره‌انگیز خود نرم‌افزار yahoo together را منتشر نمود. ولی در اقدامی زودهنگام در تاریخ ۴ آوریل ۲۰۱۹ فعالیت yahoo together نیز متوقف شد.